# Березовка (притока Ками)
Бере́зовка (рос. Берёзовка) — річка в Калтасинському та Краснокамському районах Башкортостану, Росія, ліва притока Ками.
Річка починається на східній околиці села Красний Яр, в невеликому лісовому масиві. Протікає спочатку на захід до села Кангулово, потім повертає на південний захід до села Єнактаєво. Після річка повертає на північний захід до села Ташкиново, де тече невелику відстань у західному напрямку. Нижня течія тече в північно-західному напрямку з нахилом на північ. Впадає до Ками на території села Миколо-Березовка. Верхня, нижня та місцями середня течії заболочені. Нижня течія проходить через лісові масиви. Ділянка від Єнактаєво до Ташкиново протікає по вузькій долині з стрімкими берегами. Приймає декілька дрібних приток, найбільшими з яких є права Маринка та ліва Полуденка.
На річці розташовані села:
- Калтасинський район — Красний Яр, Кангулово;
- Краснокамський район — Карієво, Єнактаєво, Миколо-Березовка;
- міський округ Нефтекамськ — Якимково, Крим-Сараєво (ділянка між Єнактаєво і Миколо-Березовка).

В селах Красний Яр, Кангулово та Такшиново створено ставки, в селах Карієво і Ташкиново збудовано автомобільні мости.